# Håvtjärnen, Dalarna
Håvtjärnen är en sjö i Smedjebackens kommun i Dalarna och ingår i Norrströms huvudavrinningsområde. Sjön har en area på 0,0512 kvadratkilometer och ligger 189 meter över havet.

## Delavrinningsområde
Håvtjärnen ingår i det delavrinningsområde (666835-149792) som SMHI kallar för Mynnar i Snytsboån. Medelhöjden är 188 meter över havet och ytan är 37,46 kvadratkilometer. Det finns inga avrinningsområden uppströms utan avrinningsområdet är högsta punkten. Vattendraget som avvattnar avrinningsområdet har biflödesordning 5, vilket innebär att vattnet flödar genom totalt 5 vattendrag innan det når havet efter 229 kilometer. Avrinningsområdet består mestadels av skog (77 procent). Avrinningsområdet har 2,79 kvadratkilometer vattenytor vilket ger det en sjöprocent på 7,4 procent.